# Гаркавий Михайло Федосійович
Михайло Федосійович (Феодосійович, Теодосійович) Гаркавий (рос. Михаил Федосеевич Гаркавый) (1876 — ?, після 1907) — селянський депутат II Державної думи від Волинської губернії.

## Біографія
Православний, селянин містечка Городниця тієї ж волості Новоград-Волинського повіту.
Закінчив однокласне народне училище. Займався землеробством (4½ десятини надільної землі). 
Був уповноваженим відділу Союзу російського народу.

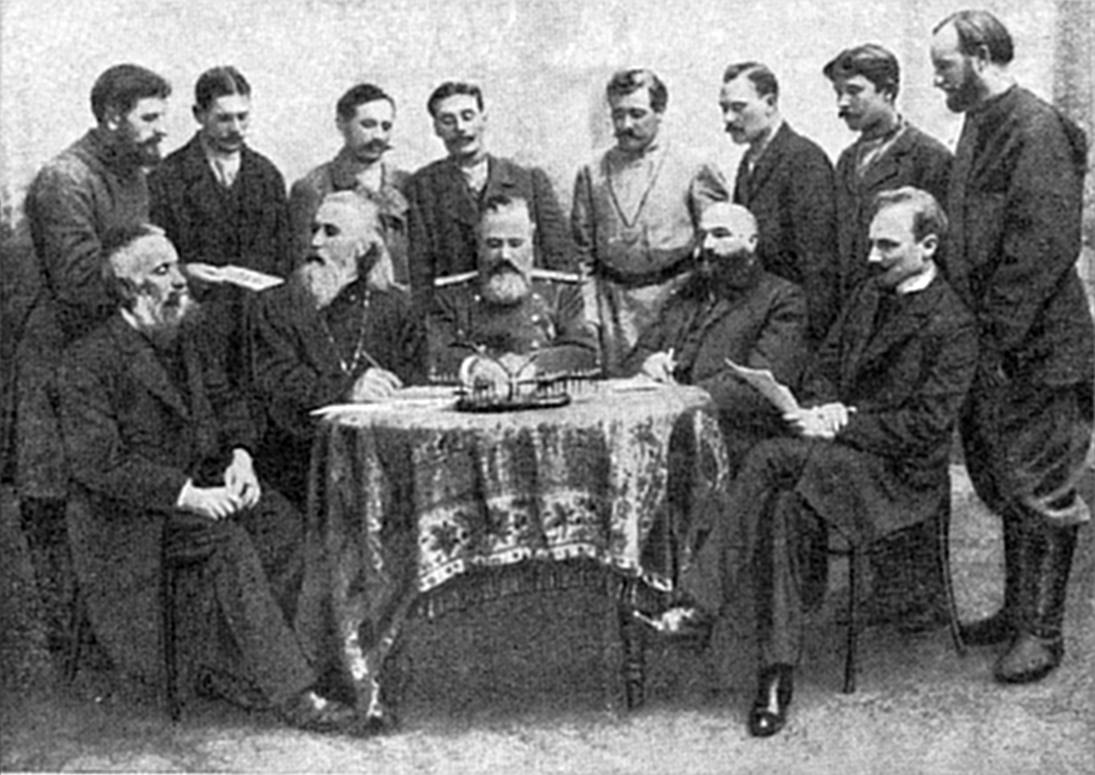
Члени ІІ Державної думи від Волинської губернії.
Сидять: І.Ф. Дрбоглав, Д.І. Герштанський, Г.Є.Рейн, Г.М. Бєляєв, В.В. Шульгін; Стоять: П.С. Васюхнік, Є.В. К. Бас, А.Ф. Коренчук, І.С. Ющук, В.С. Калішук, М.Ф. Гаркавий, М.А. Ігнатюк, М.М. Никончук

6 лютого 1907 року був обраний члени II Державної думи від Волинської губернії з'їздом уповноважених від волостей. Входив до групи безпартійних, був членом аграрної комісії. 
Підписав заяву групи поміркованих селян із аграрного питання. Після Третього червня перевороту підписав телеграму на ім'я імператора з вдячністю за розпуск Думи і зміну виборчого закону. 
Подальша доля невідома.